# Sulina
Sulina  è una città e porto franco della Romania di 4 593 abitanti, situata allo sbocco dell'omonimo ramo centrale del Delta del Danubio. Amministrativamente fa parte del distretto di Tulcea, nella regione della Dobrugia; è inoltre il punto più orientale del paese e di tutti i territori continentali contigui dell’Unione europea.
La presenza di Sulina è attestata dal 950 d.C., l'insediamento è stato per secoli un importante porto marittimo e fluviale; a partire dal XX secolo il suo ruolo è stato fortemente ridimensionato e al giorno d'oggi la città si trova in una posizione svantaggiata con un elevato tasso di disoccupazione (40%).
Caratteristica pressoché unica, la cittadina è raggiungibile solo in barca da Tulcea poiché non esistono strade che la collegano al resto della Romania.

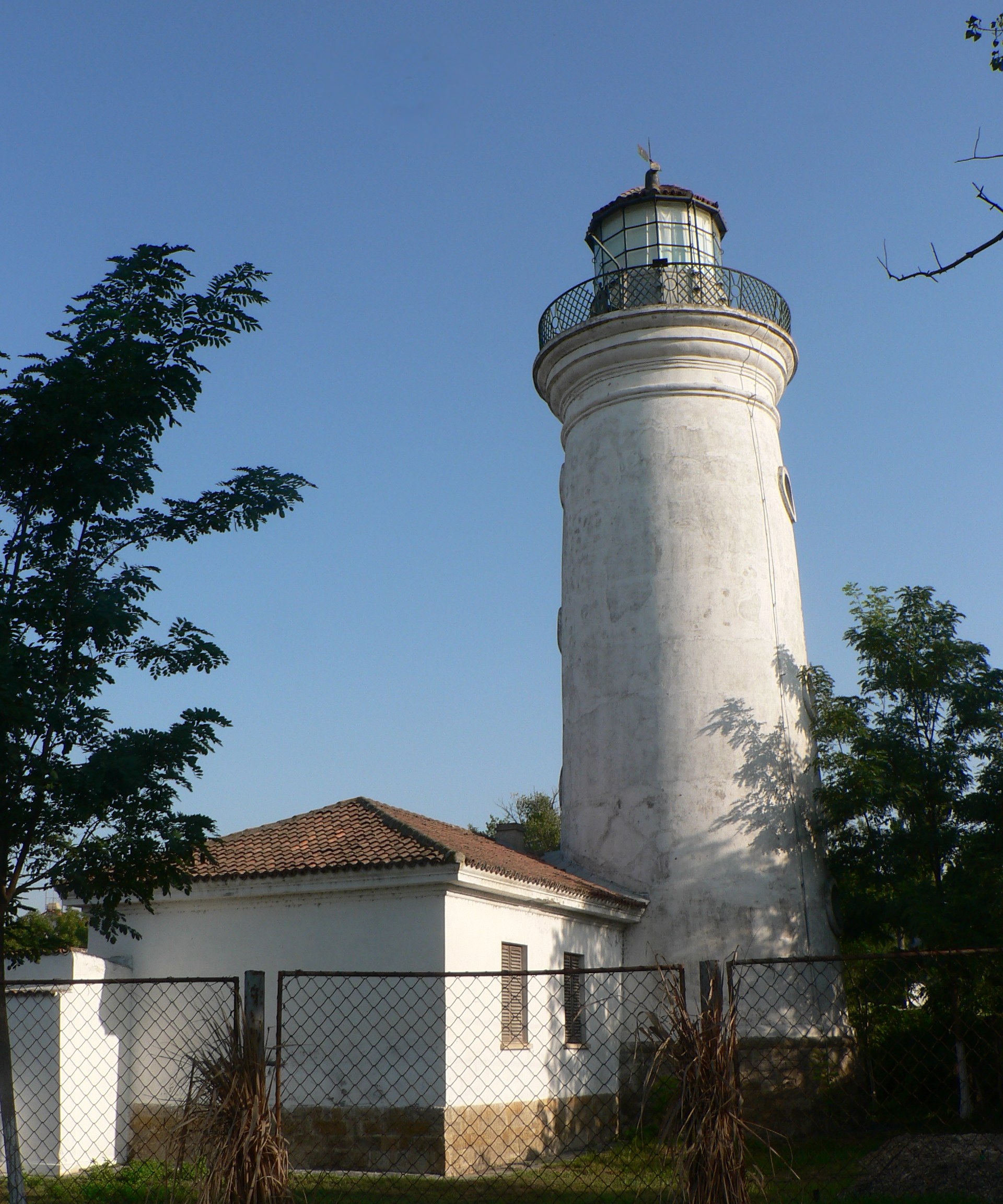
Il faro